# Nadieżda Skardino
Nadieżda Walerjewna Skardino (ros. Надежда Валерьевна Скардино; biał. Надзея Валер'еўна Скардзіна, Nadzieja Walerjeuna Skardzina; ur. 27 marca 1985 w Leningradzie) – białoruska biathlonistka, dwukrotna medalistka olimpijska, brązowa medalistka mistrzostw świata oraz dwukrotna mistrzyni Europy.

## Kariera
Po raz pierwszy na arenie międzynarodowej pojawiła się w 2005 roku, startując w zawodach Pucharu Europy juniorów. W tym samym roku wzięła też udział w mistrzostwach świata juniorów w Kontiolahti, gdzie zajęła 34. miejsce w biegu indywidualnym. Na rozgrywanych rok później mistrzostwach świata juniorów w Presque Isle była między innymi dwunasta w sprincie i dziesiąta w sztafecie.
W Pucharze Świata zadebiutowała 29 listopada 2006 roku w Östersund, zajmując 44. miejsce w biegu indywidualnym. Pierwsze punkty wywalczyła 15 grudnia 2007 roku w Pokljuce, zajmując 27. miejsce w sprincie. Pierwszy raz na podium zawodów pucharowych stanęła 14 grudnia 2012 roku w tej samej miejscowości, gdzie sprint ukończyła na trzeciej pozycji. W zawodach tych wyprzedziły ją tylko Czeszka Gabriela Soukalová i Niemka Miriam Gössner. W kolejnych startach jeszcze cztery razy stawała na podium: 18 stycznia 2014 roku w Anterselvie była druga w bieg pościgowym, 6 marca 2014 roku w Pokljuce była trzecia w tej konkurencji, 21 grudnia 2014 roku w Pokljuce zajęła trzecie miejsce w biegu masowym, a 29 listopada 2017 roku w Östersund zwyciężyła w biegu indywidualnym. Najlepsze wyniki osiągnęła w sezonach 2013/2014 i 2014/2015, kiedy zajmowała 17. miejsce w klasyfikacji generalnej. W sezonie 2017/2018 zajęła trzecie miejsce w klasyfikacji biegu indywidualnego.
W 2007 roku wystąpiła na mistrzostwach świata w Anterselvie, zajmując 40. miejsce w biegu indywidualnym. Najlepszy wynik w zawodach tego cyklu osiągnęła podczas rozgrywanych trzy lata później mistrzostw świata w Chanty-Mansyjsku. Razem z Nadieżdą Pisariewą, Darją Domraczewą i Ludmiłą Kalinczyk zdobyła tam brązowy medal w sztafecie. Na tej samej imprezie była też między innymi czwarta w biegu indywidualnym, przegrywając walkę o medal z Witą Semerenko z Ukrainy.
Wystąpiła na igrzyskach olimpijskich w Vancouver w 2010 roku, gdzie indywidualnie plasowała się w trzeciej dziesiątce, a w sztafecie była siódma. Na rozgrywanych cztery lata później igrzyskach w Soczi zdobyła brązowy medal w biegu indywidualnym, ulegając tylko Domraczewej i Selinie Gasparin ze Szwajcarii. W pozostałych startach plasowała się w drugiej dziesiątce, natomiast w sztafecie była tym razem piąta. Brała także udział w igrzyskach olimpijskich w Pjongczangu w 2018 roku, gdzie wspólnie z Darją Domraczewą, Dzinarą Alimbiekawą i Iryną Kryuko zdobyła złoto w sztafecie. Była tam też między innymi piąta w sztafecie mieszanej, siódma w biegu masowym i dziesiąta w biegu indywidualnym.
Jej mężem jest szwajcarski biathlonista Martin Jäger, mają syna Daniiła (ur. 2019).

## Osiągnięcia

### Zimowe igrzyska olimpijskie
| Rok  | Miejscowość | Konkurencje | Konkurencje | Konkurencje | Konkurencje | Konkurencje | Konkurencje | Konkurencje |
| Rok  | Miejscowość | IN          | SP          | PU          | MS          | RL          | MR          | SR          |
| ---- | ----------- | ----------- | ----------- | ----------- | ----------- | ----------- | ----------- | ----------- |
| 2010 | Vancouver   | 28.         | 28.         | 26.         | 22.         | 7.          | nd.         | –           |
| 2014 | Soczi       | 3.          | 17.         | 13.         | 15.         | 4.          | –           | –           |
| 2018 | Pjongczang  | 10.         | 36.         | 14.         | 7.          | 1.          | 5.          | –           |

### Mistrzostwa świata
| Rok  | Miejscowość          | Konkurencje | Konkurencje | Konkurencje | Konkurencje | Konkurencje | Konkurencje | Konkurencje |
| Rok  | Miejscowość          | IN          | SP          | PU          | MS          | RL          | MR          | SR          |
| ---- | -------------------- | ----------- | ----------- | ----------- | ----------- | ----------- | ----------- | ----------- |
| 2007 | Anterselva           | 40.         | –           | –           | –           | –           | –           | –           |
| 2008 | Östersund            | 56.         | 49.         | 43.         | –           | –           | –           | –           |
| 2009 | Pyeongchang          | 32.         | –           | –           | –           | 4.          | –           | –           |
| 2011 | Chanty-Mansyjsk      | 4.          | 16.         | 16.         | 17.         | 3.          | 10.         | –           |
| 2012 | Ruhpolding           | 34.         | 31.         | 29.         | –           | 4.          | 6.          | –           |
| 2013 | Nové Město na Moravě | 26.         | 25.         | 15.         | 26.         | 7.          | 11.         | –           |
| 2015 | Kontiolahti          | 20.         | 70.         | –           | –           | 7.          | 4.          | –           |
| 2016 | Oslo                 | 15.         | 32.         | 43.         | 10.         | 18.         | 9.          | –           |
| 2017 | Hochfilzen           | 17.         | 25.         | 19.         | 16.         | 9.          | 22.         | –           |

### Mistrzostwa Europy
| Rok  | Miejscowość          | Konkurencje | Konkurencje | Konkurencje | Konkurencje | Konkurencje | Konkurencje | Konkurencje |
| Rok  | Miejscowość          | IN          | SP          | PU          | MS          | RL          | MR          | SR          |
| ---- | -------------------- | ----------- | ----------- | ----------- | ----------- | ----------- | ----------- | ----------- |
| 2005 | Nowosybirsk          | DNS         | 14.         | 9.          | nd.         | –           | nd.         | –           |
| 2006 | Langdorf             | 7.          | 10.         | 6.          | nd.         | 5.          | nd.         | –           |
| 2007 | Bansko               | 6.          | DNS         | –           | nd.         | 1.          | nd.         | –           |
| 2008 | Nové Město na Moravě | 34.         | 6.          | 14.         | nd.         | 7.          | nd.         | –           |
| 2016 | Tiumeń               | nd.         | 5.          | 1.          | -.          | nd.         | -.          | –           |

### Mistrzostwa świata juniorów
| Rok  | Miejscowość  | Konkurencje | Konkurencje | Konkurencje | Konkurencje | Konkurencje | Konkurencje | Konkurencje |
| Rok  | Miejscowość  | IN          | SP          | PU          | MS          | RL          | MR          | SR          |
| ---- | ------------ | ----------- | ----------- | ----------- | ----------- | ----------- | ----------- | ----------- |
| 2005 | Kontiolahti  | 34.         | DNS         | –           | nd.         | –           | nd.         | –           |
| 2006 | Presque Isle | 29.         | 12.         | 26.         | nd.         | 10.         | nd.         | –           |

### Puchar Świata

#### Miejsca w klasyfikacji generalnej
| Sezon     | Miejsce |
| --------- | ------- |
| 2006/2007 | -       |
| 2007/2008 | 70.     |
| 2008/2009 | 38.     |
| 2009/2010 | 30.     |
| 2010/2011 | 24.     |
| 2011/2012 | 40.     |
| 2012/2013 | 18.     |
| 2013/2014 | 17.     |
| 2014/2015 | 17.     |
| 2015/2016 | 19.     |
| 2016/2017 | 18.     |
| 2017/2018 | 18.     |

#### Miejsca na podium w zawodach indywidualnych
| Lp. | Dzień        | Rok  | Miejscowość | Konkurencja                | Lokata | Pudła   | Czas biegu | Strata | Zwycięzca            |
| --- | ------------ | ---- | ----------- | -------------------------- | ------ | ------- | ---------- | ------ | -------------------- |
| 1.  | 14 grudnia   | 2012 | Pokljuka    | Sprint na 7,5 km           | 3.     | 0+0     | 22:39,9    | + 30,1 | Gabriela Soukalová   |
| 2.  | 18 stycznia  | 2014 | Anterselva  | Bieg pościgowy na 10 km    | 2.     | 0+0+0+0 | 31:06,1    | +1,6   | Andrea Henkel        |
| 3.  | 6 marca      | 2014 | Pokljuka    | Sprint na 7,5 km           | 3.     | 0+0     | 21:31,2    | +12,1  | Katharina Innerhofer |
| 4.  | 21 grudnia   | 2014 | Pokljuka    | Bieg masowy na 12,5 km     | 3.     | 0+0+0+0 | 34:34,6    | +15,8  | Kaisa Mäkäräinen     |
| 5.  | 29 listopada | 2017 | Östersund   | Bieg indywidualny na 15 km | 1.     | 0+0+0+0 | 42:57,4    | –      | –                    |

#### Miejsca na podium w zawodach drużynowych
| Lp. | Dzień       | Rok  | Miejscowość     | Konkurencja       | Lokata | Pudła | Czas biegu | Strata  | Zwycięzca |
| --- | ----------- | ---- | --------------- | ----------------- | ------ | ----- | ---------- | ------- | --------- |
| 1.  | 6 stycznia  | 2011 | Oberhof         | Sztafeta 4 × 6 km | 3.     | 1+13  | 1:19:24,5  | +1:31,4 | Szwecja   |
| 2.  | 13 marca    | 2011 | Chanty-Mansyjsk | Sztafeta 4 × 6 km | 3.     | 1+6   | 1:15:18,5  | +1:47,4 | Niemcy    |
| 3.  | 21 stycznia | 2012 | Anterselva      | Sztafeta 4 × 6 km | 2.     | 0+10  | 1:17:09,0  | +2,5    | Francja   |
| 4.  | 13 grudnia  | 2014 | Hochfilzen      | Sztafeta 4 × 6 km | 2.     | 0+10  | 1:12:01,5  | +21,5   | Niemcy    |
| 5.  | 7 stycznia  | 2015 | Oberhof         | Sztafeta 4 × 6 km | 3.     | 1+8   | 1:18:02,8  | +1:06,8 | Czechy    |
| 6.  | 14 stycznia | 2015 | Oberhof         | Sztafeta 4 × 6 km | 2.     | 0+6   | 1:25:11,0  | +1:13,3 | Czechy    |